# Erwin Fuchs
Erwin Fuchs (* 22. Mai 1914 in Böckingen; † 20. Juni 2006) war ein deutscher Kommunalpolitiker. Er war Stadtrat und Bürgermeister in Heilbronn. Zuständig für den Kultur- und Sozialbereich, hat er sich u. a. um den Bau des Heilbronner Stadttheaters und des Böckinger Bürgerhauses verdient gemacht.

## Leben
Er war das fünfte von acht Kindern eines Eisenbahnangestellten, besuchte die Grundschule in Böckingen und ab 1925 die Dammrealschule in Heilbronn, wo er 1932 die mittlere Reife erlangte. Noch während der Schulzeit trat er 1930 in die SPD ein. Nach deren Verbot schloss er sich mit weiteren ehemaligen SAJ-Aktivisten zu dem so genannten Guttempler Orden in Reisach zusammen, der sich durch die NS-Zeit nicht von der NSDAP und ihren Anhängern vereinnahmen ließ.
Er absolvierte bis 1935 eine kaufmännische Lehre bei den NSU-Fahrzeugwerken in Neckarsulm und war dort nach Ende der Ausbildung noch eine gewisse Zeit weiter beschäftigt, bevor er von 1936 bis 1938 Militärdienst in Kornwestheim und Freiburg im Breisgau ableistete. Nach dem Militärdienst war er einige Monate in der Berliner Filiale der NSU-Werke tätig und wechselte im Juli 1939 zu der Spedition Reibel nach Karlsruhe. Gleich nach Beginn des Zweiten Weltkriegs wurde er zur Wehrmacht eingezogen und war bis Kriegsende an Schauplätzen der Ostfront im Einsatz. Nach wenigen Tagen Kriegsgefangenschaft kehrte er bereits im Mai 1945 in seine Heimatstadt Heilbronn zurück, die nach dem verheerenden Luftangriff vom 4. Dezember 1944 in Trümmern lag. Auch der Stadtteil Böckingen, in dem er geboren wurde, war durch weitere Luftangriffe stark geschädigt.
Noch im Sommer 1945 nahm er eine Tätigkeit im Aufbauamt der Stadtverwaltung an. Er ließ zwei Küchen einrichten, die mit täglich bis zu 1800 ausgegebenen Mahlzeiten die Grundlage für den Ehrendienst der Bevölkerung bei der Beseitigung der Kriegstrümmer bildeten. 1946 wurde er zwar in den Gemeinderat gewählt, entschied sich jedoch zugunsten seiner beruflichen Stellung gegen das Mandat. Von 1947 bis 1951 war er hauptamtlich Betriebsratsvorsitzender der Heilbronner Stadtverwaltung. Die Spruchkammer stufte ihn als unbelastet ein.
Er war am Aufbau der örtlichen Strukturen der Gewerkschaft ÖTV beteiligt, wo er von 1952 bis 1964 Geschäftsführer der ÖTV-Kreisverwaltung war. 1949 bis 1950 studierte er drei Trimester Sozialwissenschaften und Jura an der Akademie der Arbeit in Frankfurt am Main. Er war Beisitzer am Arbeitsgericht Heilbronn, am Sozialgericht Stuttgart und am Landesarbeitsgericht Stuttgart. Später hat er sich insbesondere für die Bildungsarbeit der Gewerkschaft eingesetzt und dazu eine eigene Bibliothek im Heilbronner Gewerkschaftshaus gegründet.
Er wurde Ortsvereinsvorsitzender der SPD in Heilbronn-Böckingen und zog 1954 in den Heilbronner Gemeinderat ein, dem er bis 1964 angehörte. Danach war er von 1964 bis 1979 Bürgermeister mit den Geschäftsbereichen Schul- und Kulturamt, Stadtbücherei, Stadtarchiv, Sozialamt, Krankenanstalten und Ortsbehörden der Versicherungen. Fuchs vertrat die Meinung, dass die Stadtwerke bedingungslos dem Gemeinnutzen zu dienen und keine Gewinne zu erwirtschaften haben. Mit dieser Einstellung wurde er von den politischen Gegnern oft als Ideologe tituliert. 1968 prägte er den Begriff „Kulturwüste“, mit dem er die in Heilbronn nicht merkliche Wirkung der Kulturpolitik des Landes Baden-Württemberg kritisierte. 1975 kandidierte er kurzzeitig für das Amt des Ersten Bürgermeisters, zog dann jedoch nach parteiinternen Querelen seine Kandidatur zurück. 
Als Kulturbürgermeister stellte er die Weichen für den Neubau des Heilbronner Stadtarchivs im Deutschhof und die Ausrichtung der im Deutschhof befindlichen Städtischen Museen. Nach Querelen über die Kunst-Ankaufspolitik der Stadt gründete Fuchs eine Ankaufskommission, der außer ihm Bibliotheksleiter Hans Ulrich Eberle, Archivdirektor Helmut Schmolz, Museumsleiter Werner Heim, Kulturamtsleiter Kurt Herrlinger, ein Vertreter des Heilbronner Künstlerbunds und die Künstler Werner Baumann und Gerhard Binder angehörten. Die Kommission bestand bis 1977 und hat die Kunstpolitik der Stadt weg von den bisher bevorzugt erworbenen „Trümmerbildern“ hin zu der allgemeinen „Unterländer Galerie“ bewegt.
Im Bereich des Krankenhauswesens trieb er über Jahre den Ausbau des Klinikums am Gesundbrunnen voran. Im gesellschaftlichen Bereich festigte er die Beziehungen zu den Heilbronner Partnerstädten Béziers (1965) und Port Talbot (1966).
Als einer der Gründer der 1956 gegründeten Heilbronner Volksbühne war er einer der maßgeblichen Köpfe in der in Heilbronn über Jahrzehnte geführten Auseinandersetzung um den Theaterneubau, wobei Fuchs die später realisierte Variante des Abbruchs des Alten Stadttheaters mit einem etwas versetzten Neubau (das 1982 eingeweihte Theater Heilbronn) vertrat. Als Förderer des Theaters hat er rund 1000 Aufführungen besucht. Da der Theaterneubau in Heilbronn sehr umstritten und auch vom damaligen Oberbürgermeister Hans Hoffmann nicht unterstützt worden war, wurde Fuchs’ Einsatz für den Theaterbau zu seinen Lebzeiten nur gering honoriert. Unter anderem erhielt er dafür die Goldene Ehrennadel der Volksbühne. 2007 gab es einen Versuch, den Großen Saal des Theaters nach dem inzwischen verstorbenen Fuchs zu benennen, der jedoch weiter an kommunalpolitischen Streitigkeiten scheiterte.
Er hat sich insbesondere für den Stadtteil Böckingen eingesetzt, wo es seiner Initiative zu verdanken ist, dass der Stadtteil mit dem Bürgerhaus Böckingen eine kulturelle Mitte und nicht nur die von den Vereinen gewünschte Mehrzweckhalle wie in anderen Stadtteilen erhielt. Mit dem Ankauf von Kunstwerken regionaler Künstler wie Dieter Läpple (Seeräuber-Brunnen beim Bürgerhaus) und Dieter E. Klumpp (Schwarze-Hofmännin-Skulptur) betätigte er sich maßgeblich an der regionalen Kulturförderung sowie an der künstlerischen Ausgestaltung der Böckinger Ortsmitte. In Böckingen wurde er außerdem zum Chronisten der Ortsgeschichte, indem er rund 100 regionalgeschichtliche Beiträge u. a. für den Lokalanzeiger sowie für das Heimatbuch Böckingen am See verfasst hat, wobei er sich insbesondere der Zeit der Eingemeindung Böckingens nach Heilbronn, der NS-Zeit, der Böckinger Kunst und Kultur sowie Sagen und Brauchtum gewidmet hat.
Auch nach dem beruflichen Ruhestand 1979 hat sich Fuchs weiter in der SPD und in zahlreichen Gremien und Vereinen engagiert. Er war Mitglied zahlreicher Böckinger Vereine, der Freie Turnerbund Böckingen konnte ihm zum 75-jährigen Mitgliedsjubiläum gratulieren.
Im Alter von 90 Jahren musste ihm 2004 ein Bein amputiert werden. Seine letzten Monate verbrachte er in einem Pflegeheim in Böckingen.
In einer posthum erschienenen Würdigung des „aufrechten Heilbronners“ teilen knapp 50 regionale und überregionale Honoratioren ihre Erinnerungen an Erwin Fuchs. Erhard Eppler bezeichnet Fuchs als „Lichtblick“, Jürgen Frahm nennt ihn einen „Kämpfer für das Theater“, die CDU-Politikerin Paula Fuchs lobt trotz politischer Differenzen seine Integrität, Dieter Spöri lobt „Humanität, Strahlkraft, Gelassenheit“ und Klaus Zwickel kennzeichnet Fuchs’ Stil mit „Intellekt statt Intrigen“.

## Familie
1947 heiratete er Emilie „Emmy“ Bleymeyer. Die 1954 geborene Tochter Annette kam 1990 gemeinsam mit ihrem Lebensgefährten und ihrem acht Monate alten Sohn bei einem Autounfall ums Leben. Erwin Fuchs und seine Frau beschlossen daraufhin, eine Stiftung für schwer kranke Kinder ins Leben zu rufen. Kurz nach Fuchs’ Tod 2006 gründete seine Witwe Emmy die Dr.-Annette-Fuchs-Stiftung.